# Roger d'Argences
Roger d'Argences ou Roger de Bayeux (Rogerius Baiocensis) est le 4e abbé de Fécamp. 

## Biographie
Originaire du diocèse de Bayeux, il a un neveu Roger, chapelain du roi.
Moine de Fécamp, il est le disciple de l'abbé Guillaume de Rots. Diacre, il est ordonné prêtre le jour de la Saint-Thomas à la cathédrale de Rouen par Guillaume Bonne-Âme, archevêque de Rouen, avec 120 autres, parmi lesquels se trouve Orderic Vital.
Il est présent en 1115 dans un diplôme de confirmation d'Henri Ier en faveur de l'abbaye d'Abingdon. Il assiste aux conciles de Rouen de 1118 et 1128, ainsi qu'au concile de Reims en 1119. Il est en contact avec Herbert de Losinga, ancien prieur de Fécamp devenu évêque de Norwich.
Le pape Innocent II donne une bulle le 17 juin 1136, plaçant l'abbaye sous sa protection et confirme lui confirme ses biens et ses privilèges.
Il donne en 1136 100 marcs d'argent pour que Geoffroy Plantagenêt épargne Argences.
Baudri de Bourgueil, qui le tient en grande estime, visite à de nombreuses reprises Fécamp et compose un poème sur l'abbaye.
Il meurt le 22 mars 1139 et est inhumé dans la chapelle Saint-Martin de l'abbatiale de Fécamp.